# Eveli Burrull i Brusosa
Eveli Burrull i Brusosa (Badalona, 1877 - 1942) fou un pianista, violinista, director d'orquestra, professor de música i compositor català.

## Biografia
Apareix com a professor de música a la ciutat de Badalona, al carrer Real, entre els anys 1902 i 1908 de l'Anuario Riera, juntament amb el seu pare Jeroni Burrull (?-1917). Segons els anuncis d'aquesta publicació, a l'Acadèmia Burrull, fundada el 1907 i emplaçada al carrer Reial, s'impartien classes de solfeig, piano, violí, teoria de la música, harmonia i composició. A l'Anuario musical de España de 1930 apareix com a professor de violí a la ciutat de Barcelona, al 290 del carrer Còrsega.
Va ser director del Teatre Eldorado de Barcelona, rebent la Creu de Cavaller de la Reial Orde d'Isabel la Catòlica mentre era director del teatre, el maig de 1919.
Va formar part del Quintet Toldrà l'any 1926, juntament amb Eduard Toldrà (violí), Miquel Camprubí (violí), Emilià Abadal (violoncel) i Joan Sendra (contrabaix).
En acabar la Guerra Civil espanyola, l'Eveli Burrull va tornar a formar part del sextet de l'Eduard Toldrà. Fou inclòs en un expedient del Tribunal Especial de Repressió de la Maçoneria i del Comunisme, acusat de comunista i maçó.

## Obres
Va ser autor de les següents cançons:
- El dijous del Turó (ca. 1917), lletra de Faust Casals.[9]
- Sultana sindicalista (ca. 1919), lletra d'Enrique Nieto Molina, música conjuntament amb Vicente Quirós.[9]
- ¡Pide! (ca. 1919), cançó lletra de Ramuncho (Ramón Bertrán Reyna).[10]
- Por tus caricias (ca. 1919), cançó, lletra de Pedro Puche Lorenzo.[9]
- Els focs artificials i Los fuegos artificiales (ca. 1919), amb texts en català i castellà de Joan Casas i Vila, música conjuntament amb Vicente Quirós.[9]
- Els mossos de l'esquadra (ca. 1921), amb texts de Joan Casas i Vila, música conjuntament amb Vicente Quirós.[9]
- La tuna estudiantil (ca. 1921), música conjuntament amb Joan Costa, lletra d'Enrique Nieto de Molina.[9]
- ¡Espera! (ca. 1925), lletra de Pedro Puche Lorenzo.[9]
- Muñeca de trapo (1927), lletra de Pérez Capo.[9]
- Jamalaja (ca. 1927), cuplet amb text d'Ernesto Tecglen.[9]
- La novia española (ca. 1927), amb text d'Alfonso Jofre de Villegas.[9]

També va escriure música per a l'escena:
- La filla del comandant (1900), amb lletra de Francesc Xavier Parés, estrenada al Casino Liceo de Barcelona l'11 de març de 1900.[11]
- Barcelona al dia (1904), sarsuela (capritx còmic-líric) en un acte, text de Jacint Capella, estrenat al Teatre Novetats de Barcelona el 23 de setembre de 1904.[12]